# Poledník (rozhledna)
Rozhledna Poledník se nachází na stejnojmenné hoře na Šumavě, leží na katastrálním území Prášily. Vznikla z někdejší věže vojenského zařízení elektronické ostrahy státní hranice, která umožňovala sledovat rádiový provoz hluboko dovnitř území Spolkové republiky Německo. Rozhledna je třetí nejvýše položenou rozhlednou v Česku (po Rozhledně a televizním vysílači Praděd a Rozhledně Boubín).

## Historie
V 60. a 70. letech 20. století byl v přísně střeženém pohraničním pásmu postaven tajný vojenský objekt s krycím označením TOPAS. V té době nebylo přístupné ani Prášilské jezero, které je v blízkosti. Často se dokonce toto místo nenacházelo na mapách. V roce 1989 objekt přestal sloužit pro vojenské účely a začal chátrat. V roce 1997, po sporu mezi Správou Národního parku Šumava a Klubem českých turistů bylo rozhodnuto o rekonstrukci věže a omezeném zpřístupnění vrcholu. Budovy komplexu byly sneseny a zachována zůstala pouze věž. Od roku 1998 slouží veřejnosti. Rozhledna na Poledníku se hned v roce svého otevření zařadila mezi nejnavštěvovanější místa Národního parku Šumava – vystoupalo na ni 30 000 lidí, v roce 1999 dokonce 35 000. V srpnu 2009 byla na rozhledně zprovozněna malá fotovoltaická elektrárna, která pokryje spotřebu elektrické energie rozhledny.

## Technické parametry
Věž měří 37 metrů, vede na ní 227 schodů a zůstala jí typická podoba se třemi půlkruhovými patry v horní polovině.  

## Rozhled
Turisté se mohou těšit z jedinečného výhledu na celou centrální Šumavu a Bavorský les a za dobré viditelnosti zahlédnout i Alpy. 